# Holmöleden
Holmöleden är en allmän färjeled mellan färjelägena Norrfjärden (63°51′45″N 20°44′21″Ö / 63.86250°N 20.73917°Ö) i Robertsfors kommun och Byviken (63°48′20″N 20°52′01″Ö / 63.80556°N 20.86694°Ö) på Holmön i Umeå kommun.
Leden trafikeras av Trafikverket Färjerederiets färja M/S Capella  med M/S Helena Elisabeth som reserv. Leden utgör en del av Länsväg 686. Holmöleden är Sveriges längsta vägfärjeled. Den är fem sjömil lång (motsvarande 1 landmil). Överfarten tar 45 minuter.
Enligt ett beslut av Vägverket 2009 skulle färjan Helena Elisabeth ha ersatts av den större färjan M/S Nordö III, men 2011 meddelade Trafikverket Färjerederiet att det inte längre var aktuellt.
Holmöleden har länge varit ett problem vintertid eftersom trafiken fått ställas in vid svåra isförhållanden, för att istället uppehållas med snöskoter eller hydrokopter över en isväg.